# Manuel Alcaraz
Manuel Francisco Alcaraz Ramos, né à Alicante en 1958, est un juriste et homme politique espagnol, député au Congrès entre 1996 et 2000 puis conseiller du département de Participation, Transparence, Coopération et Qualité démocratique de la Generalité valencienne du gouvernement Puig I entre 2015 et 2019.

## Biographie
Licencié en droit, il est professeur de droit constitutionnel à l'université d'Alicante. Militant du Parti communiste d'Espagne depuis 1977, il est secrétaire général des Jeunesses communistes du Pays valencien. Il quitte le PCPV en 1982. Il est plus tard membre de la direction d'Esquerra Unida del País Valencià (EUPV) et du conseil fédéral d'Izquierda Unida, conseiller délégué à la culture à l'ayuntamiento d'Alicante, membre du conseil d'administration de RTVV et député d'EUPV pour la province d'Alicante aux élections générales de 1996. En 1997, il rejoint le secteur Nova Esquerra d'EUPV avant d'annoncer en 1999 son retrait de la vie politique à la fin de la législature (en mars 2000). À partir de 2002 il est directeur du siège de l'université d'Alicante.
Spécialiste de la spéculation urbaine, il est auteur de plusieurs articles publiés dans Revista de Catalunya.
Il collabore régulièrement dans les journaux Información (ca) et El País.
De 2005 à 2012, il préside une plateforme citoyenne opposée au Plan Rabasa (important projet urbanistique à Alicante ayant donné lieu à des soupçons de corruption).
En juin 2012, peu après avoir quitté la présidence de la plateforme, il est victime d’un infarctus dont il se rétablit de manière satisfaisante. En décembre 2012, il a rendu publique son appartenance à Iniciativa del Poble Valencià, au sein de Compromís.

## Publications
- Cuestión nacional y autonomía valenciana. Institut Juan Gil-Albert. Alacant, 1985.
- Información y poder. De Prometeo a HAL 9000. Generalitat Valenciana - Institut Juan Gil Albert. Alacant, 1994.
- Penúltim assaig d'aproximació al valencianisme polític (Una crítica al nacionalisme que existeix realment). Revista de Catalunya, nova etapa, nº 98, Barcelona, 1995.
- El pluralismo lingüístico en la constitución española. Congrés dels Diputats. Madrid, 1999.
- El régimen jurídico de las lenguas en la Comunidad Valenciana. Universitat d'Alacant. Alacant, 1999
- El estado de derecho frente a la corrupción urbanística (2007)
- Alicante Especulación Hardcover, Editorial Club Universitario, 2006.  (ISBN 8484544192) (84-8454-419-2)
- De l'èxit a la crisi. Pamflet sobre política valenciana. Universitat de València, 2009.